# Bełdów-Krzywa Wieś
Pour l’article homonyme, voir Bełdów.
Bełdów-Krzywa Wieś est une localité polonaise de la gmina d'Aleksandrów Łódzki, située dans le powiat de Zgierz en voïvodie de Łódź.